# Svetloba (sura)
Svetloba (arabsko An-Noor) je 24. sura (poglavje) v Koranu, ki jo sestavlja 64 ajatov (verzov). Je medinska sura.
Med opravljanjem molitve (salata oz. namaza) pri tej suri verniki opravijo 9 ruku'jev (priklonov).